# Hestra (gmina Ydre)
Hestra – miejscowość (tätort) w Szwecji, w regionie administracyjnym (län) Östergötland, w gminie Ydre.
Według danych Szwedzkiego Urzędu Statystycznego liczba ludności wyniosła: 458 (31 grudnia 2015), 481 (31 grudnia 2018) i 471 (31 grudnia 2019).